# Сергиевское подворье (Иерусалим)
Се́ргиевское подво́рье (ивр. חצר סרגיי‎) — двухэтажное здание в центре Иерусалима, является частью комплекса Русского подворья. Построено в 1886—1890 годах при администрации и на средства российского Императорского православного палестинского общества, при председательстве великого князя Сергея Александровича.

## История

### Дореволюционный период

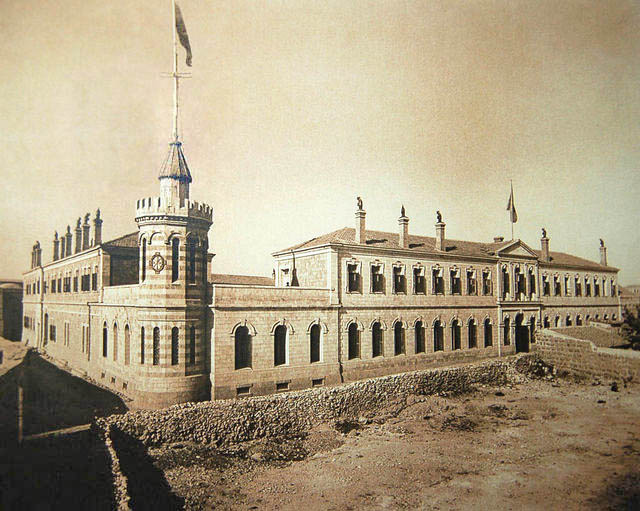
Сергиевское подворье в Иерусалиме с флагом ИППО в 1889 году. Фото монаха Тимона

В мае 1886 года на имя секретаря Православного палестинского общества полковника М. П. Степанова в Иерусалиме недалеко от Мейдамской площади и общего комплекса Русских построек был приобретен земельный участок общей площадью 4252 м² у подданного Османской Империи Мусы Таннуса. Торжественная закладка нового подворья состоялась в октябре того же года, а здание строилось по проекту иерусалимского архитектора члена Императорского православного палестинского общества Георгия Франгиа. Основной комплекс подворья был построен за три года под руководством первого уполномоченного Православного палестинского общества в Иерусалиме, уроженца города Перми — Дмитрия Смышляева и был освящен 20 октября 1889 года Почётным членом ИППО, начальником Русской духовной миссии в Иерусалиме архимандритом Антонином (Капустиным). В период с 1889 по 1891 годы были достроены недостающие части 2-го этажа, примыкающие к центральной башне. Вначале здание называлось — «Новое подворье», но затем название изменилось на «Сергиевское подворье» после трагической смерти великого князя Сергея Александровича Романова в феврале 1905 года.
На Сергиевском подворье находилось управление всеми русскими постройками, школами и больницами ИППО в Сирии и Палестине. Также на подворье действовали: русская баня, через которую ежедневно проходило до несколько сот человек, а в находящейся рядом с баней прачечной паломники могли постирать своё белье. На подворье также находились иконная, сувенирная и продовольственная лавки ИППО, народная трапезная всех русских построек в Иерусалиме и комнаты паломнической гостиницы ИППО, не уступавшие европейским отелям дореволюционного периода. Кроме того, на Сергиевском подворье осуществлялось все делопроизводство Императорского православного палестинского общества, находились архивы и библиотека Общества, часть из которых сохранилась по нынешний день. Уполномоченные ИППО и управляющие подворьями Общества постоянно проживали на Святой Земле, а некоторые из них жили на Сергиевском подворье в Иерусалиме.

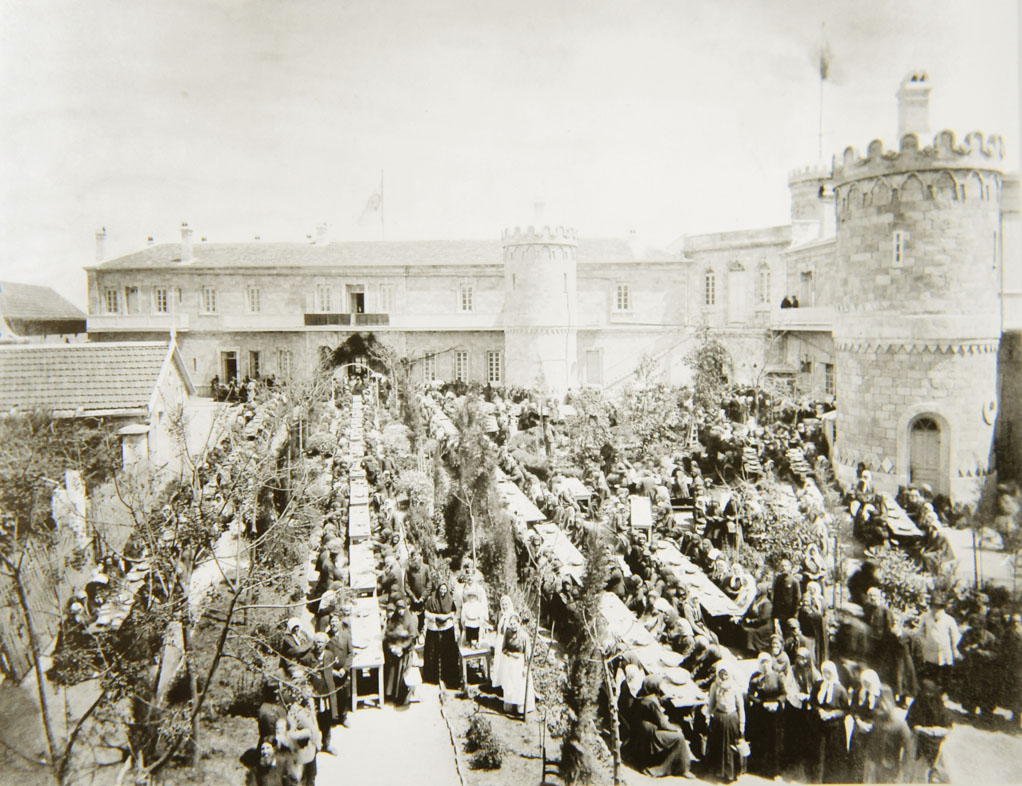
Пасхальные разговения во дворе Сергиевского подворья Императорского Православного Палестинского Общества в Иерусалиме. Фото монаха Тимона. Конец XIX в.

Усилиями Императорского православного палестинского общества, на Сергиевском подворье проводились так называемые «Палестинские чтения» с показом «туманных картин». Обычно такие лекции проводились либо в народной трапезной, либо во дворе подворья, когда вместо экрана натягивалась простынь. Первый час был посвящён истории Ветхого завета, второй час — святыням, которые паломники посещали по ходу маршрутов паломнических караванов. Также на Сергиевском подворье паломники имели возможность сдать на хранение ценные вещи и багаж. Усилиями и за счет Общества во дворе подворья на праздник Пасхи устраивались пасхальные разговения для русских православных паломников, оказавшихся в это время в Святой Земле.

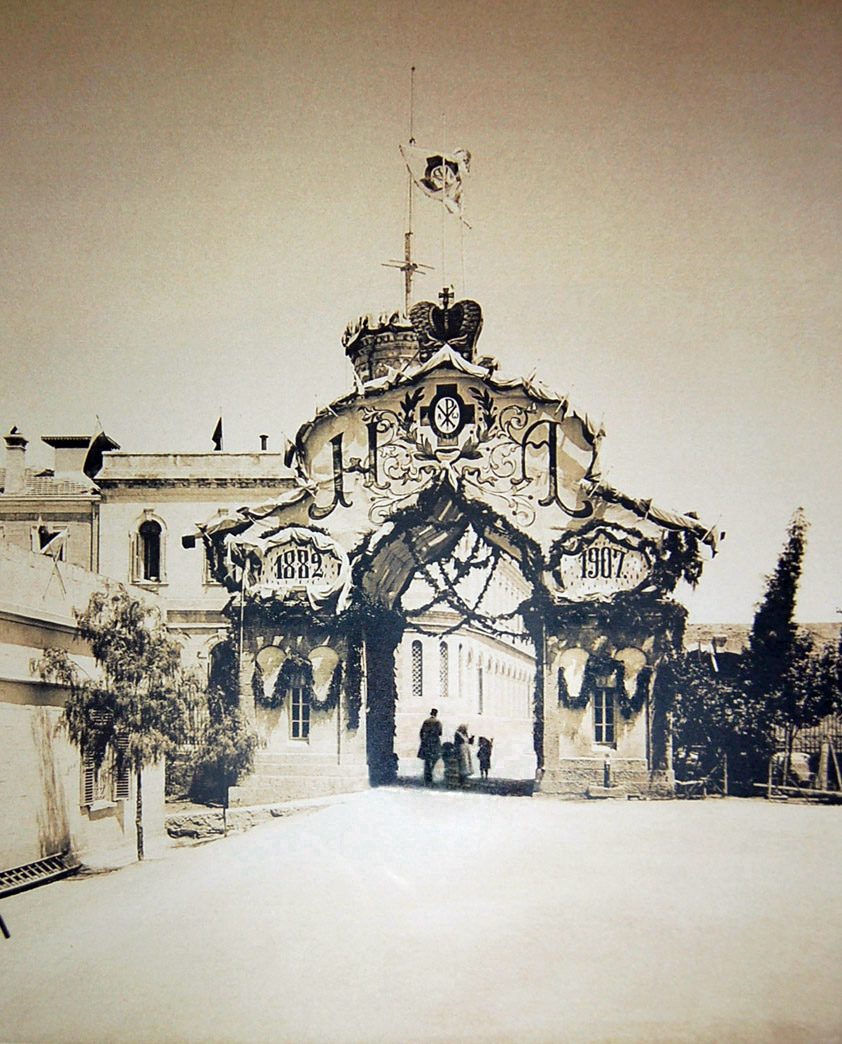
Флаг ИППО на южной башне Сергиевского подворья в Иерусалиме и вензель Императору Николаю II со знаком Общества в день празднования 25-летия существования Общества в 1907 году. Фото монаха Тимона. 1907 г.

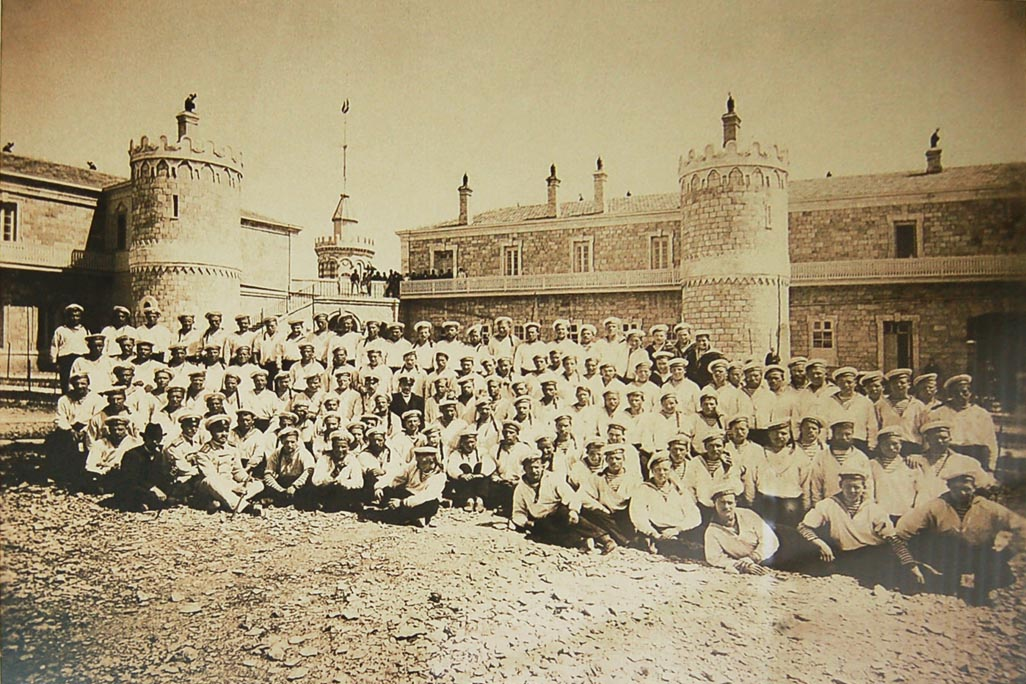
Команда русского военного фрегата «Владимир Мономах» во дворе Сергиевского подворья. Фото монаха Тимона. Апрель 1890 г.

Первой паломницей на Сергиевском подворье в 1888 году становится графиня Ольга Ефимьевна Путятина (дочь адмирала Е. В. Путятина) — Почётный член ИППО. Из известных людей в разное время на Сергиевском подворье останавливались: секретарь и основатель ИППО — тайный советник В. Н. Хитрово с супругой С. Д. Хитрово, 23 октября 1889 г. (комната № 1, I класса), профессор живописи Императорской Академии художеств — автор Страстного цикла на Александровском подворье ИППО — член ИППО, Н. А. Кошелев, 11 июня 1891 г., (комната № 11, II класса), профессор Киевской духовной академии, А. А. Олесницкий, 21 октября 1891 г. (комната № 9, II класса), Профессор Санкт-Петербургского университета Н. П. Кондаков, октябрь 1891 г., Яффский консул, В. Н. Тимофеев, 11 октября 1892 г., настоятель русской посольской церкви в Афинах, архимандрит Нифонт, 12 августа 1893 г., тайный советник А. А. Нейдгард, 29 июня 1893 г., генерал-лейтенант, Граф Ностиц с прислугой, 10 февраля 1894 г., знаменитый русский художник и профессор живописи Императорской Академии художеств, И. Е. Репин, 30 июня 1898 г., секретарь ИППО, профессор Киевской духовной Академии, А. А. Дмитриевский, 30 июня 1898 года. На подворье за счет Общества останавливались команды русских военных моряков, русских военных кораблей, которые несли свою боевую службу, курсируя вдоль побережья Средиземного моря от Ливана до Египта. На подворье существовала традиция «поминальных обедов», когда состоятельные паломники давали пожертвования на помин души своих родственников, и из этих средств малоимущим паломниками раздавались бесплатные обеды.
Подворье предназначалось для размещения и обслуживания русских православных паломников, прибывавших в Святую Землю по линии Императорского православного палестинского общества и использовалось по прямому назначению до 1914 года. С 1914 по 1919 годы надзор над русскими постройками в Иерусалиме осуществлял сотрудник и член Общества и. о. бухгалтера К. Н. Петропуло. Вопреки постановлению Совета Общества, Петропуло сознательно пустил на русские постройки турецких офицеров и солдат ещё в 1914 году, а затем после прихода Британских властей в 1917 году он позволил использовать подворья ИППО в своих целях и нуждах Британскими колониальными властями.

### В период Британского Мандата в Палестине
С 11 декабря 1917 года войска английского генерала Эдмунда Алленби занимают Иерусалим. В 1919 году в Иерусалим прибывает Николай Романович Селезнёв, служивший до I мировой войны помощником управляющего подворьями ИППО в Иерусалиме, который селится в служебной квартире уполномоченных ИППО на Сергиевском подворье. Насколько мог, он пытался всеми силами выправить ситуацию, создавшуюся в результате безответственных действий К. Н. Петропуло. Заручившись поддержкой Верховного Правителя России адмирала А. В. Колчака, главнокомандующего А. И. Деникина и члена Совета ИППО А. А. Нератова, Н. Р. Селезнев прибыл управляющим подворьями ИППО в Иерусалиме и признается в качестве Управляющего подворьями ИППО Британскими властями. Он в плачевном состоянии принимает разграбленные турками русские подворья в Иерусалиме и частично занятые английскими колониальными войсками.
В 1922 году в Палестине начал действовать Британский мандат. Английская администрация признаёт существование Общества и становится опекуном ППО и Русской духовной миссии. В январе 1925 года она назначает капитана Каста ответственным администратором от Британского колониального мандата в Палестине по вопросам русской недвижимости, который уведомил представителей ППО, что британцы признают фактическое существование Общества, находящимся в Берлине, и Управление Подворьями, имеющими постоянное пребывание в Иерусалиме. Одновременно с этим колониальные власти начинают принудительно арендовать имущество ППО и Русской духовной миссии. С этого периода русское имущество находилось до окончания Британского мандата в 1948 году под пристальным наблюдением администратора русских имуществ английского офицера капитана Г. А. Каста.
Начиная с 1925 года, подворьями ИППО в Иерусалиме и земельными участками по всей Палестине управлял бывший Императорский консул в Персии В. К. Антипов. В 1948 году в преддверии ухода британский властей из Палестины, В. К. Антипов переезжает из Сергиевского подворья Иерусалима в Александровское подворье в Старом городе.

### В 1948—2008 годы
В Западном Иерусалиме на Сергиевском подворье, оказавшемся вскоре во власти новообразованного государства Израиль, управляющим остаётся полковник Императорской армии В. А. Самарский, который управляет Сергиевским подворьем с 1948 по 1951 годы.. С 20 мая 1948 года со стороны государства Израиль генеральным опекуном по вопросам русской недвижимости стал чиновник Еврейского агентства И. Л. Рабинович. Западный, южный и северные корпуса Сергиевского подворья занимался различными израильскими арендаторами: Иерусалимский отдел министерства сельского хозяйства государства Израиль (южный и западный корпус) и Общество охраны природы Израиля (северный корпус). При этом израильские арендаторы сделали свободным и бесплатным посещение внутреннего двора Сергиевского подворья для любых желающих. Свободный доступ во внутренний двор Сергиевского подворья (кроме субботнего дня) осуществлялся вплоть до августа 2012 года, когда его покинули последние израильские арендаторы в лице Общества охраны природы Израиля. В 1980-е годы усилиями Общества охраны природы Израиля внутренний двор был перестроен в Иерусалимский парк с бассейном для рыбок и живыми растениями на грант жертвователей общества охраны природы. Также во дворе Сергиевского подворья разместилась коллекция экспонатов древнего земледелия министерства сельского хозяйства государства Израиль, собранная министром сельского хозяйства государства Израиль Моше Даяном в период с 1959 по 1964 годы.
В 1951 году по личному распоряжению Сталина в Иерусалим из СССР прибывает первый уполномоченный представитель Палестинского общества при академии наук СССР М. П. Калугин, сотрудники которого разместили свою штаб-квартиру в восточном корпусе Сергиевского подворья в Иерусалиме и пребывали там вплоть до начала Шестидневной войны в 1967 году. Деятельность специальной группы работников Палестинского общества на Сергиевском подворье курировалась сотрудниками КГБ СССР. Основным видом их деятельности стал сбор информации о недвижимости исторической России на территории государства Израиль. Впоследствии эта информация стала основой для «апельсиновой сделки» в рамках которой большая часть недвижимости исторической России, оказавшейся на территории государства Израиль, была продана СССР за 4,5 миллиона долларов США — государству Израиль 17 октября 1964 года. Сотрудники советского Палестинского общества по приказу посольства СССР в Тель-Авиве покинули в срочном порядке восточный корпус Сергиевского подворья во время начала Шестидневной войны, которая шла с 5 по 7 июня 1967 года, бросив в восточном корпусе Сергиевского подворья часть библиотеки и архива ИППО. До 2013 года в северном крыле Сергиевского подворья находился брошенный летом 1967 года сотрудниками советского Палестинского общества автомобиль марки «Шевроле Корвэйр» 1967 года с дипломатическими номерами советского посольства в Тель-Авиве — «CD-23-002».
С 1967 по февраль 2009 года восточный корпус оставался заброшенным и отключённым от систем внешних коммуникаций. Ответственным лицом за этими брошенными помещениями был назначен госопекун от министерства юстиции государства Израиль, в формальном ведении которого помещения восточного корпуса Сергиевского подворья находились с лета 1967 по 28 декабря 2008 года. В помещениях южного, западного и северных корпусов продолжали функционировать министерство сельского хозяйства государства Израиль и общество Охраны природы.

### Передача во владение России

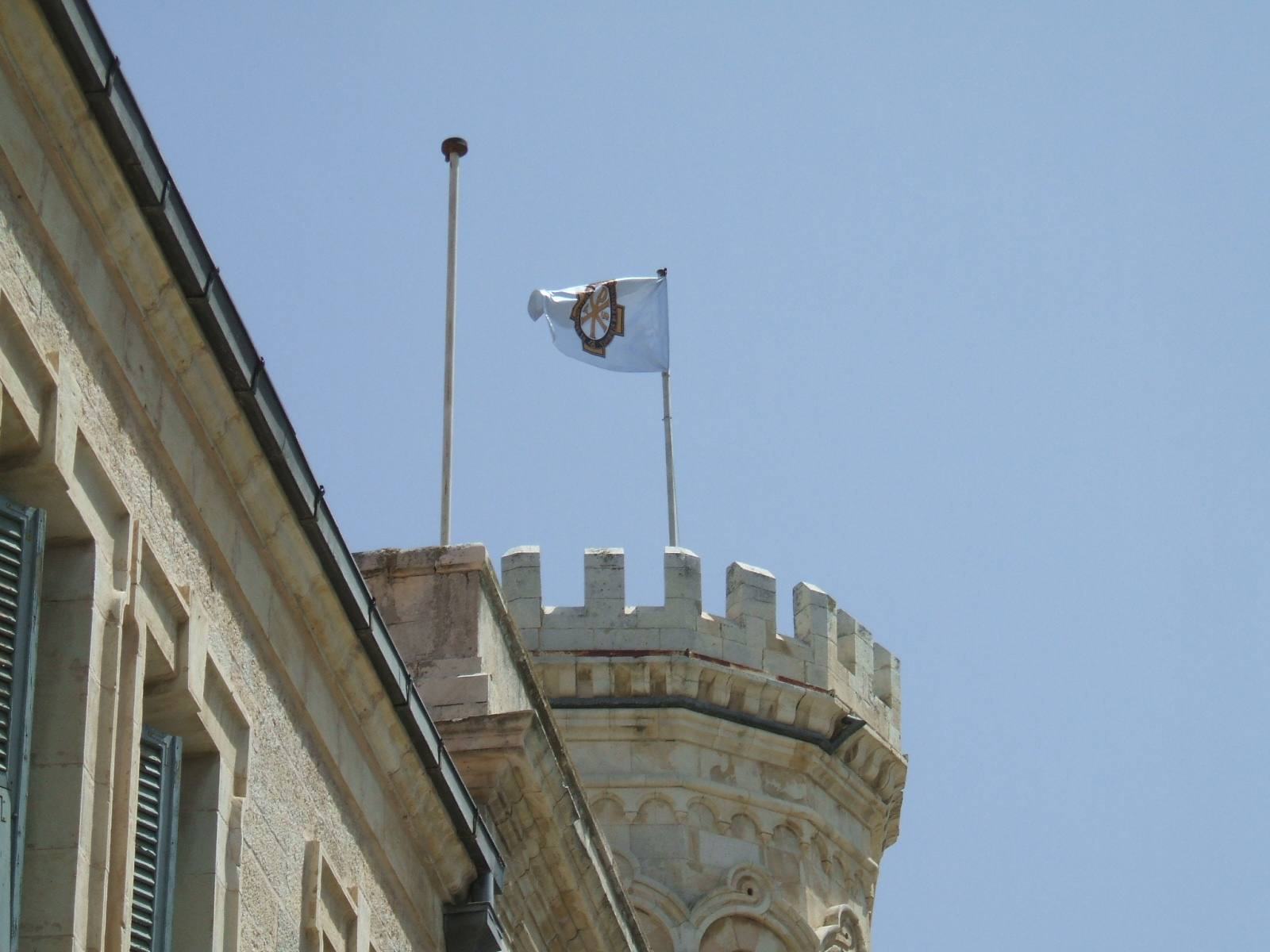
Флаг ИППО на башне подворья, 2009.

Сергиевское подворье не вошло в так называемую «апельсиновую сделку» 1964 года по продаже имущества ИППО на территории государства Израиль, законность которой оспаривается по сегодняшний день. С 1967 года по 2008 годы велись сложные переговоры по возврату этого исторического здания ИППО законному владельцу. Представители Общества долгое время не могли получить доступ к уцелевшей части своей библиотеки, которая оставалась в восточном корпусе подворья. Делегации Общества и представители Российского правительства допускались в здание только в присутствии госопекуна государства Израиль, которому с 1967 года было передано управление над восточным корпусом этого здания. В результате сложных переговоров Обществу удалось достигнуть начала переговоров по возврату подворья и начала реставрации, законсервированного госопекуном восточного корпуса подворья в 2006 году. На результаты переговоров повлиял визит на подворье Президента России Владимира Путина в 2005 году. Руководство Общества подало официальные пакеты документов на правовладение подворьем в минюст Израиля, а также завязало официальные переговоры с госопекуном Государства Израиль в 2006 году, в ведении которого здание находилось до декабря 2008 года. На основе взаимных договорённостей ИППО и МИД России дальнейшие переговоры по возврату подворья были переданы МИД России, который и продолжил переговоры с израильским правительством. В 2007 году вступивший в должность председателя Императорского православного палестинского общества С. В. Степашин отказался от имени ИППО от каких-либо имущественных прав Императорского православного палестинского общества на здание Сергиевского подворья в Иерусалиме и передал права собственности на здание Российскому государству. По результатам переговоров в июне-июле 2008 года было принято решение о передаче Сергиевского подворья России. 5 октября 2008 года Правительство Израиля утвердило данное решение. Общественная организация «Юридический форум за Израиль» пыталась оспорить решение правительства в Высшем суде справедливости, однако БАГАЦ, выслушав аргументы сотрудников министерства иностранных дел и министерства главы правительства 12 октября, постановил, что решение правительства о передаче подворья России было обосновано.
28 декабря 2008 года было принято окончательное решение о передаче Сергиевского подворья правительству Российской Федерации. Об этом 3 февраля 2009 года официально сообщил министр финансов Израиля Рони Бар-Он.
26 апреля 2008 года вышло распоряжение Президента России Владимира Путина о проведении ремонтных, консервационных работ на объектах Сергиевского подворья в Иерусалиме, а также проведении инвентаризации и экспертизы, находящихся там художественных и исторических ценностей в целях их последующей реставрации Императорским православным палестинским обществом. Для этих целей из резервного фонда Президента России было выделено Императорскому православному палестинскому обществу 10 миллионов рублей. Консервационные и инвентаризационные работы были проведены усилиями Императорского православного палестинского общества и его Иерусалимского отделения, в период с декабря 2008 по май 2009 года.
Несмотря на решение о передаче здания подворья России, в южном и западном крыле Сергиевского подворья и в северных постройках продолжало находиться Министерство сельского хозяйства Израиля и Иерусалимский отдел Общества охраны природы. Министерство сельского хозяйства освободило помещения лишь в 2011 году. В северных строениях подворья до августа 2012 года находилось Общество охраны природы.

### Современное положение
В восточном корпусе Сергиевского подворья с февраля 2009 года было размещено представительство созданного в ноябре 2005 года Иерусалимского отделения Императорского православного палестинского общества.
12 мая 2009 года, усилиями Иерусалимского отделения ИППО, в день памяти первого Председателя Императорского православного палестинского общества — Великого князя Сергия Александровича на южной башне Сергиевского подворья в Иерусалиме был поднят впервые после 1917 года флаг — Императорского православного палестинского общества.
C мая 2009 года по ноябрь 2016 года на подворье были проведены реставрационные работы усилиями ФГУП «Госзагрансобственность» при Управлении делами Президента Российской Федерации. Генподрядчиком проекта выступило ЗАО «Главзарубежстрой».
С ноября 2009 года усилиями Иерусалимского отделения ИППО на Сергиевском подворье возвращенном России возрождена традиция Палестинских чтений для русских православных паломников, прибывающих в Святую Землю и названных Сергиевскими чтениями.
В восстановленном статусе уполномоченного ИППО в Иерусалиме с 2009 по 2015 год находился председатель Иерусалимского отделения ИППО Павел Платонов, которому на этот период была выдана доверенность председателя ИППО С. В. Степашина для решения определённых организационных задач, в том числе юридической регистрации ИППО на территории Израиля и регистрации знака (эмблемы) ИППО как товарного знака. Эти задачи были выполнены им в 2011 и 2012 годы соответственно.
С 24 апреля 2011 года Иерусалимское отделение ИППО возродило дореволюционную традицию Пасхальных разговений на Сергиевском подворье в Иерусалиме.
23 марта 2011 года подворье было частично освобождено от арендаторов и передано Российскому государству, за исключением северных построек, которые не были освобождены.
В ноябре 2011 года президентом России Дмитрием Медведевым выделено $10 млн на реставрацию подворья, в котором, после завершения восстановительных работ Российским правительством планировалось разместить Императорское православное палестинское общество, научно-исследовательский центр по изучению Святой Земли и паломническую гостиницу.
В декабре 2011 года в северных строениях подворья, где ещё находились израильские арендаторы в лице Общества охраны природы, начаты строительные работы по демонтажу новодельных конструкций, пристроенных различными арендаторами в период их нахождения на подворье. Демонтаж проводится с официального разрешения архитектора Ури Падана, курирующего проект с израильской стороны в соответствии с законодательством.
16-17 августа 2012 года, согласно достигнутой договоренности между российской и израильской сторонами, коллекция экспонатов сельскохозяйственных инструментов Моше Даяна была вывезена из внутреннего двора Сергиевского подворья в поселение Бейт-Даган в окрестностях израильского города Ришон-ле-Циона — в парк министерства сельского хозяйства государства Израиль. С 17 по 22 августа 2012 года обществом охраны природы Израиля были полностью освобождены северные постройки Сергиевского подворья. С августа 2012 года после освобождения арендаторами северных построек стали возможными полномасштабные реставрационные работы.
С 25 декабря 2015 года ИППО ввело новую должность директора Императорского Православного Палестинского Общества в Государстве Израиль, на которую был назначен Игорь Ашурбейли, который в Израиле и Иерусалиме постоянно не проживает, периодически приезжая из России по делам и для посещения разовых мероприятий, проводимых на Сергиевском подворье.
К ноябрю 2016 года реставрация была закончена усилиями Управления делами Президента Российской Федерации. 18 июля 2017 года епископ Богородский Антоний (Севрюк) в сослужении начальника Русской духовной миссии архимандрита Александра (Елисова) совершил освящение Сергиевского подворья.
С того времени там функционирует Sergei Palace — как указано на его сайте — «luxury» отель, ресторан и бизнес-центр. Комплекс зданий Сергиевского подворья по-прежнему остается закрытым для посещения широкой общественности, как сообщается, не имея общего разрешения для управляющей компании на ведение деятельности. На нём проходят только мероприятия разового характера, на которые вход осуществляется по специальным приглашениям, либо по платным билетам.
18 марта 2018 года избирательный участок по выборам Президента Российской Федерации, который ранее действовал по другим адресам в Иерусалиме, был впервые развёрнут на Сергиевском подворье.
14 июня 2018 года Премьер-министр Израиля Биньямин Нетаньяху принял участие в торжественном приеме по случаю празднования Дня России на Сергиевском подворье в Иерусалиме, организованном Российским посольством в Тель-Авиве.

## Уполномоченные ИППО в Иерусалиме и управляющие подворьями Общества в Иерусалиме
- Дмитрий Дмитриевич Смышляев — первый уполномоченный Императорского Православного Палестинского Общества в Иерусалиме (1885—1889)
- Николай Григорьевич Михайлов — уполномоченный, затем управляющий подворьями Императорского Православного Палестинского Общества (1889—1910)
- Павел Иванович Ряжский — инспектор Палестинских учебных заведений и управляющий подворьями Императорского Православного Палестинского Общества (1910—1914)
- Валерий Яковлевич Северин — заведующий врачебной частью, врио управляющего подворьями Императорского Православного Палестинского Общества (лето 1914 по 2 ноября 1914) по причине закрытия подворий ИППО и высылки в Россию русских служащих ИППО из-за начавшейся Первой мировой войны возложил надзор за зданиями ИППО на К. Н. Петропуло, и. о. бухгалтера, турецкого подданного
- Корнилий Николаевич Петропуло[52] — самовольно возложил на себя функции управляющего подворьями Императорского Православного Палестинского Общества в Иерусалиме вместо простого надзора за сохранностью имущества (1914—1919)
- Николай Романович Селезнёв[53] — управляющий подворьями Православного Палестинского Общества (ППО) в Иерусалиме (1919—1925) — эмигрантская ветвь
- Василий Константинович Антипов[54] — управляющий подворьями Православного Палестинского Общества (ППО) в Иерусалиме (1919—1948) — эмигрантская ветвь
- Владимир Алексеевич Самарский[55] — эмигрантская ветвь
- Михаил Павлович Калугин — представитель Российского Палестинского Общества (РПО) при АН СССР в государстве Израиль (1951—1953)
- Иван Иванович Зайцев (1953—1957)[56]
- Н.Гулин — и. о. представителя Российского палестинского общества (РПО) при АН СССР в государстве Израиль (1957—1960)[57]
- Арманд Борисович Волков — представитель Российского Палестинского Общества (РПО) при АН СССР в государстве Израиль (1960—1963)[58]
- Павел Викторович Платонов — председатель Иерусалимского отделения ИППО (2005 — по наст. вр.), уполномоченный Императорского православного палестинского общества в Иерусалиме и в государстве Израиль (2008—2015)
- Игорь Рауфович Ашурбейли — директор Императорского Православного Палестинского Общества в Государстве Израиль (2015 — по настоящее время)

## Галерея

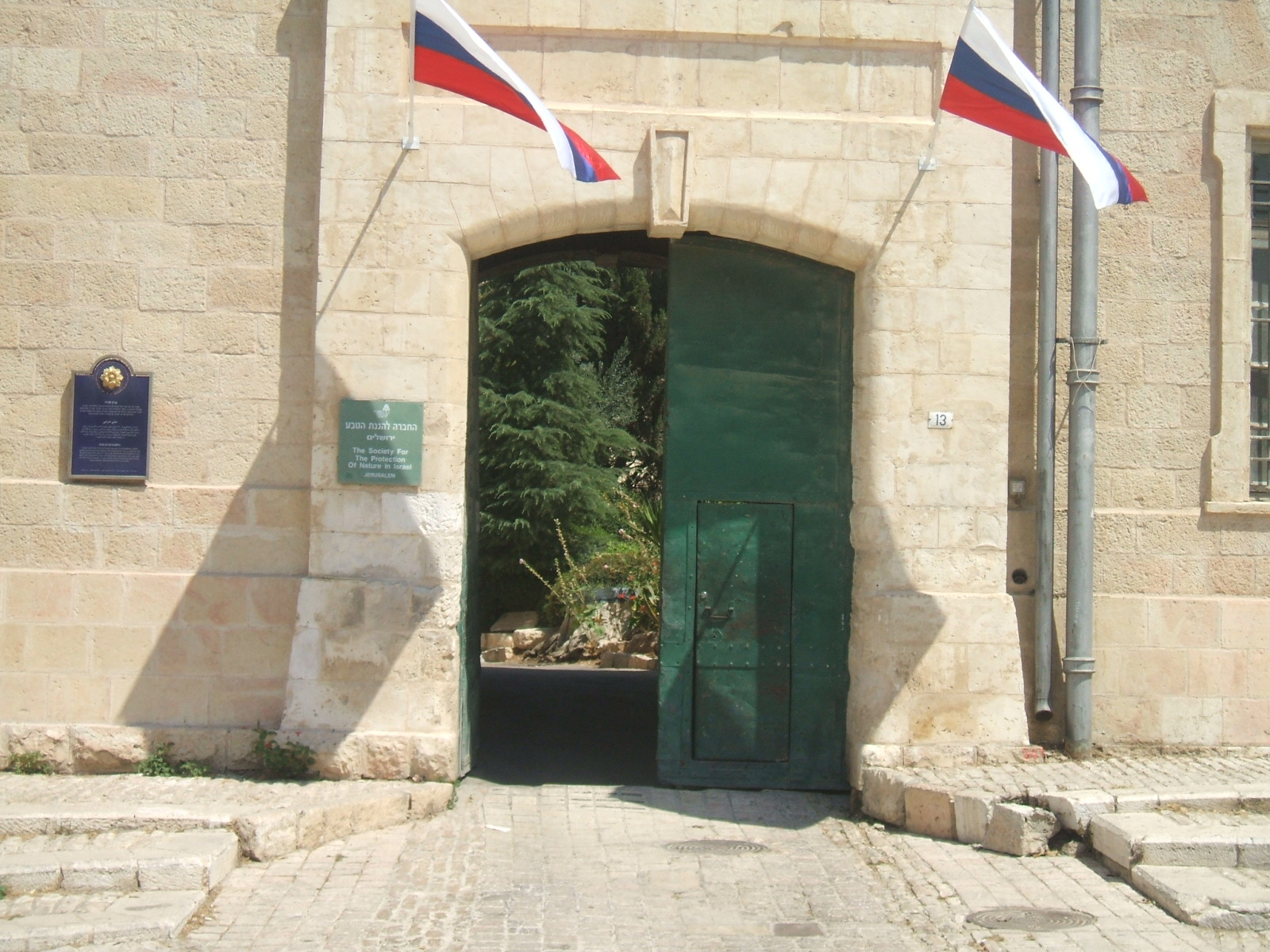
Вход на подворье с юга
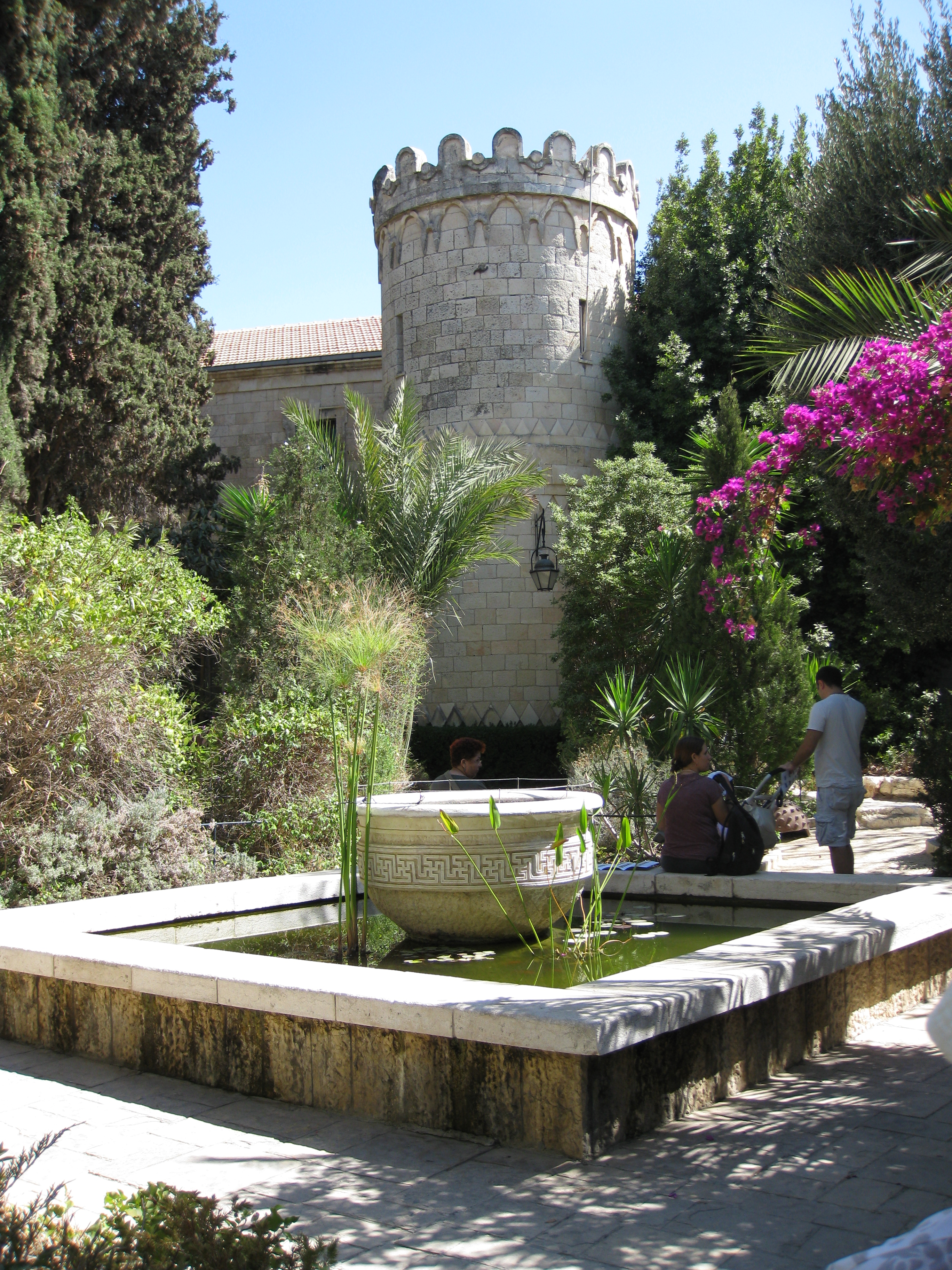
Внутренний двор подворья с бассейном для рыбок и живыми растениями был наполнен водой до ноября 2016 года
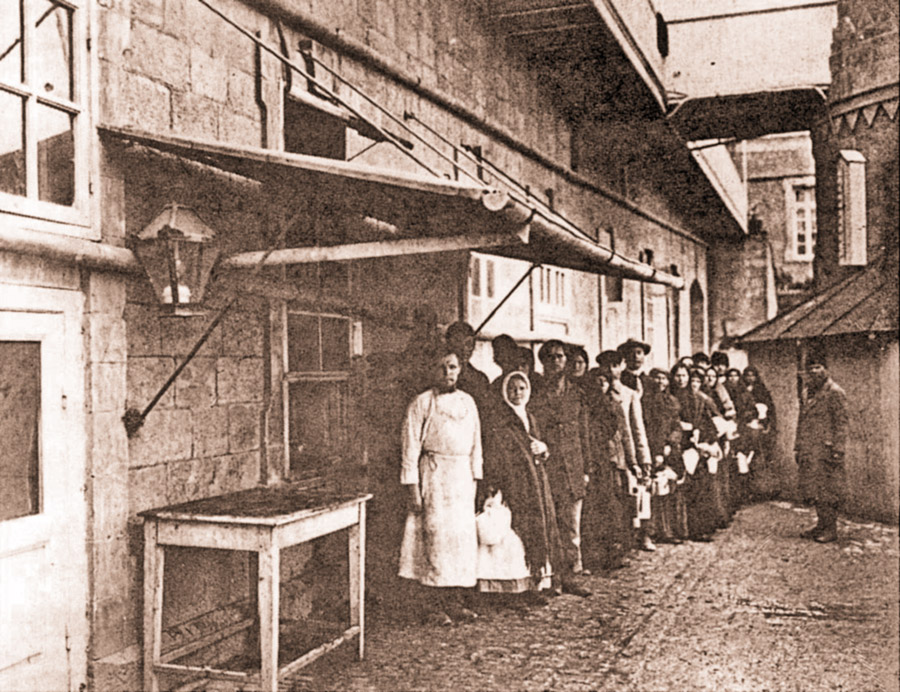
Паломники на Сергиевском подворье в 1890-х годах
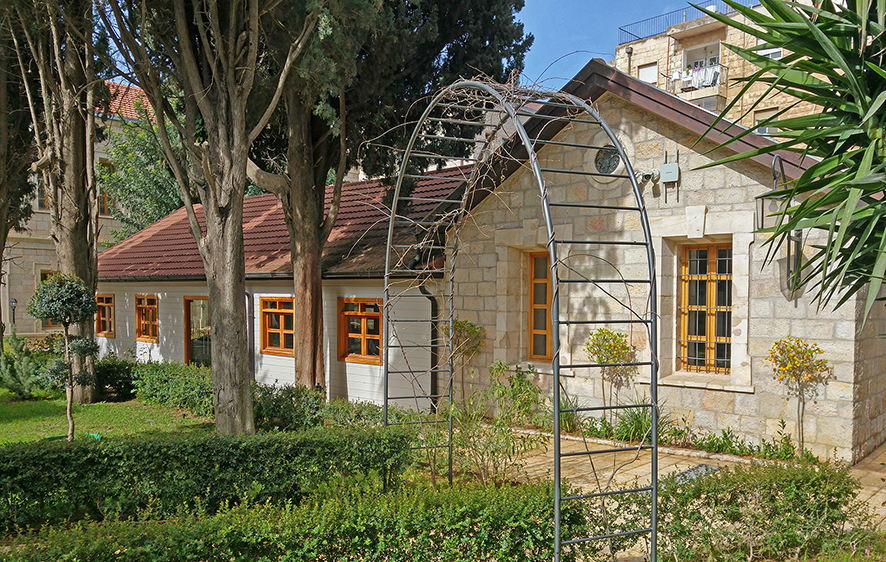
Северные постройки комплекса, 2018
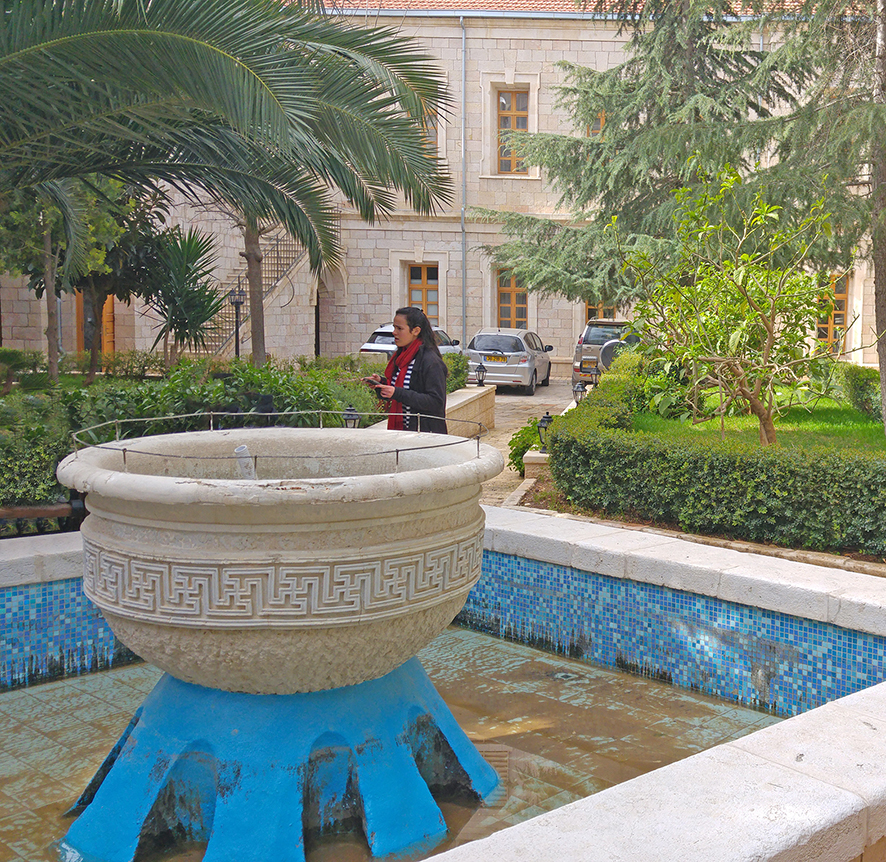
Бассейн для рыбок без воды, 2018
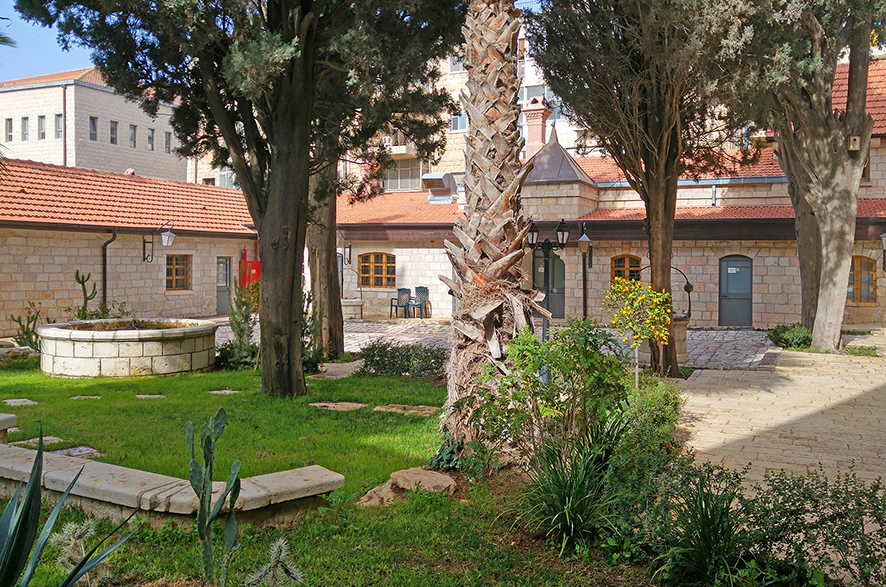
Внутренний двор, 2018
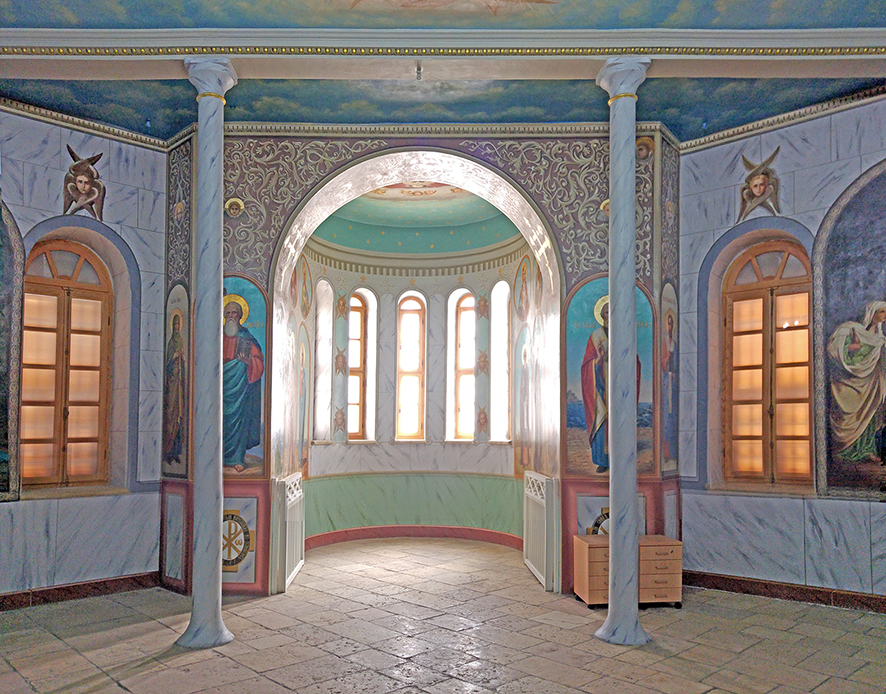
Восстановленная народная трапезная, 2018
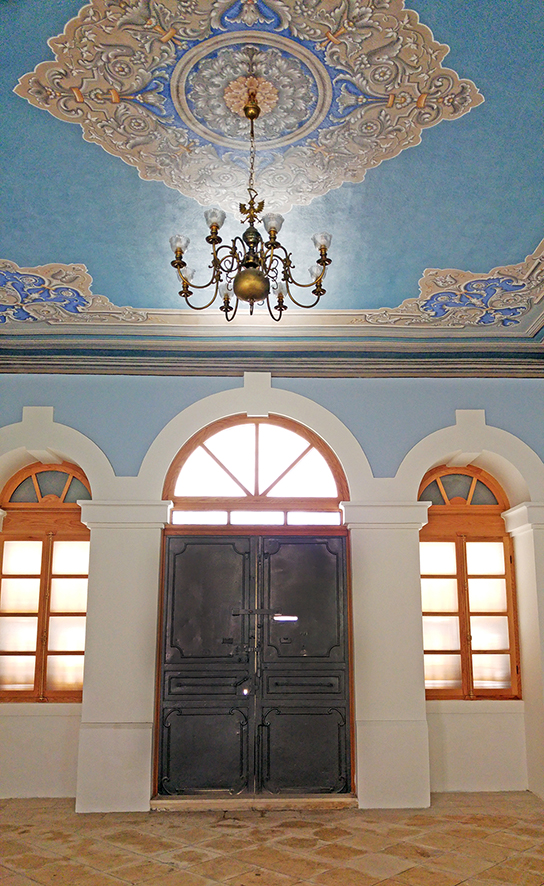
Фойе восточного корпуса с восстановленными росписями, 2018
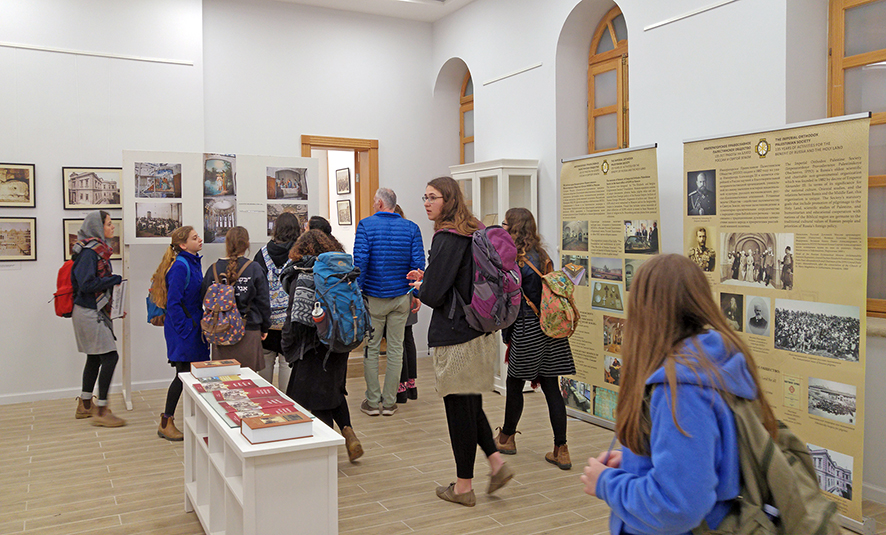
Восточный корпус, 2018
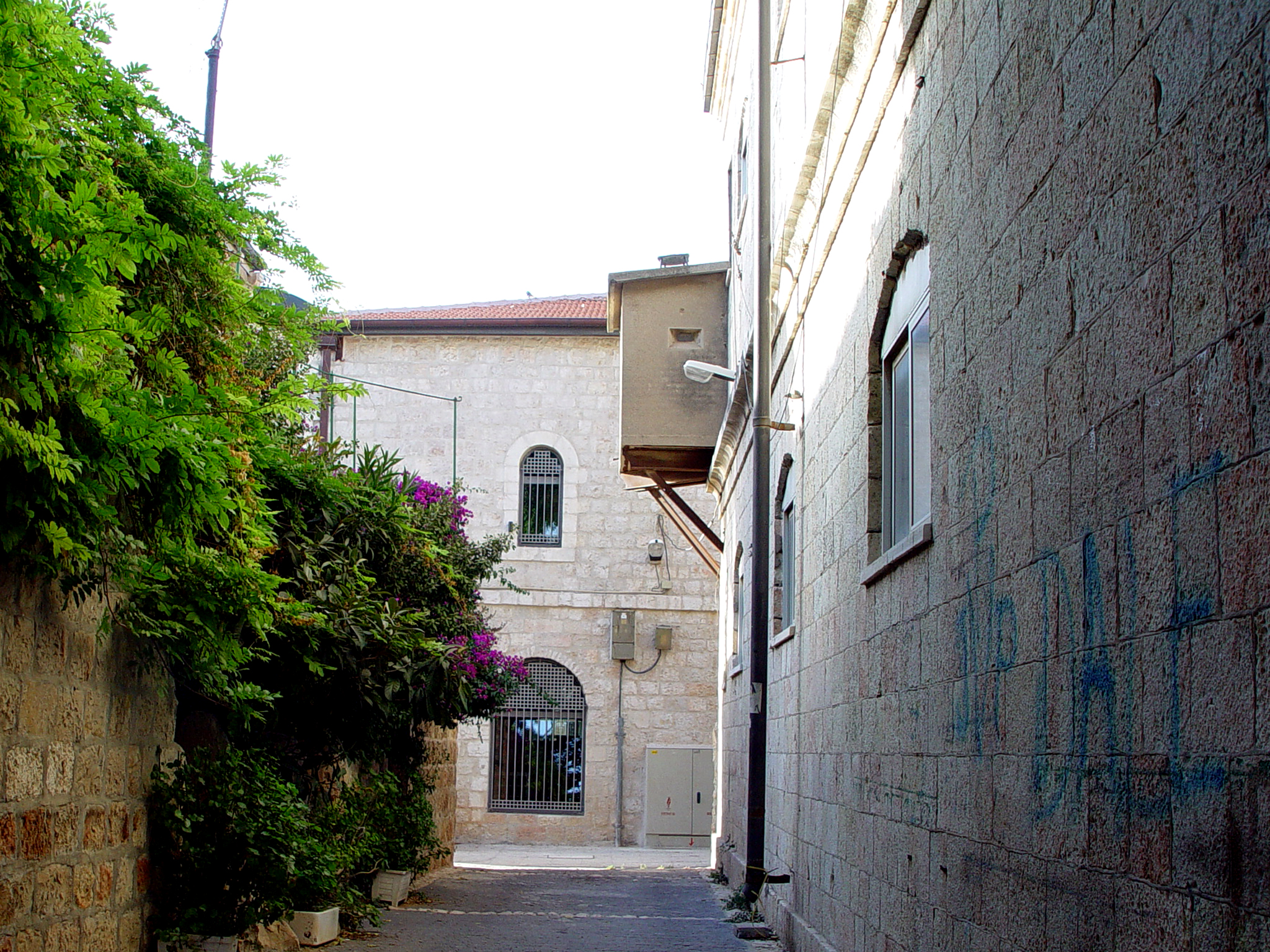
Бетонный наблюдательный пункт, оставшийся с Британского мандата 1946